# Вила Водно
Вила Водно (мкд. Вила Водно) је званично радно место председника Северне Македоније. Објекат се налази у подножју планине Водно, на јужној ивици Скопља. Вила се налази у близини резиденције председника. Кућа се састоји од приземља и првог спрата, а има око 2500м² корисног простора.
Вила Водно има приземље и први спрат који је на неколико нивоа. Састоји се од старог и новог дела. Стари део је реновиран, а нови је урађен у периоду од 2004. до 2008, а за изградњу је потрошено око пет милиона евра.
У вили, осим канцеларије председника имају и посебне просторије за састанке и пријеме. У просторијама за састанке и пријеме зидови су украшени сликама познатих македонских уметника, као и мозаици које је урадио Глигор Чемерски.
У парку око виле су засађени чемпреси, јеле и друго зимзелено дрвеће, пространи травњаци и цветне баште. Вила је некад носила назив „Вила Анекс“. 